# Geometra purissima
Geometra purissima är en fjärilsart som beskrevs av Edward P. Wiltshire 1966. Geometra purissima ingår i släktet Geometra och familjen mätare. Inga underarter finns listade i Catalogue of Life.